# Mon rouge-gorge...
Mon rouge-gorge… (sous-titré La Comédie plus triste que triste ; en géorgien : ჩემო მეჟოლია... სევდიანზე სევდიანი კომედია) est une pièce de théâtre en un acte de Mikho Mossoulichvili.

## Argument
Sopo, partie aux États-Unis pour travailler et retourner de là après dix ans à l'improviste pour assister à l'anniversaire de décès de son mari, découvre son amie d'enfance enceinte. De plus, il apparaît que le mari de Sopo, Tchito, n'est pas mort, mais est devenu le mari de Choka, et son tombeau dans la cour de sa maison est fait seulement pour lui faire envoyer de l'argent.
Son mari, amie et même le fils (Toko) ont été obligés de tromper Sopo, prendre son argent, pour payer des dettes.
Bientôt arrive Baxter O'Sullivan, que Sopo soignait aux États-Unis, avec sa fille Alice. Sopo et Alice signent un contrat, selon lequel Sopo va recevoir deux fois plus de salaire pour son travail, si elle va soigner M. O'Sullivan et le faire changer son testament. Il apparaît, que le départ de Sopo a suscité une telle dépression chez Baxter O'Sullivan, qu'il n'a pas voulu d'une autre infirmière. Sa fille, Alice, avait l'intention de le mettre dans un abri pour les personnes âgées, mais monsieur O'Sullivan a écrit un nouveau testament, selon lequel il laissait toute sa fortune aux extrémales.
Après le départ d'Alice O'Sullivan Sopo dit à Tchito, Choka et Toko, que dès maintenant ils doivent soigner ce vieillard, et de n'espérer seulement deux mille dollars d'elle. Et qu'ils vont recevoir de l'argent uniquement dépendant de leurs soins. Tchito, Choka et Toko ont beaucoup de difficultés pour soigner O'Sullivan, et après ils décident de s'appliquer à quelque organisation qui défend les Droits de l'Homme, pour se plaindre de Sopo, comme la violeuse de famille.
En ce moment Baxter O'Sullivan fait libérer son rouge-gorge de la cage, car il considère Sopo comme son oiseau rouge-gorge, mais il change sa décision de se marier avec elle, car d'après lui, elle ressemble à ces personnes oisives, si elle essaye toujours de les aider, – et il fait sauter le tombeau, qui se répand comme feu d'artifice sur la scène.
Dans la scène finale les personnages sont à l'entrée du tribunal céleste : comme des êtres en bonne santé. Sopo et Baxter O'Sullivan soignent les invalides dans les fauteuils roulants, – Tchito, Choka et Toko, et quand ils s'endorment, tous les deux regardent avec une reproche triste vers le lointain.

## Personnages
- Sopo – 42 ans, nom de famille Chalikachvili. Ancienne violoniste. Elle travaille aux États-Unis pendant 12 ans comme bonne. La première femme de Tchito.
- Tchito – Valiko Tchitorelidzé, 44 ans. Il souffre de dépression permanent et du fait d'être un grand salaud.
- Choka – 42 ans, l'amie de l'école de Sopo, la seconde femme de Tchito.
- Toko – 27 ans, le petit salaud et Hacker.
- Baxter O'Sullivan – 69 ans, de Long-Island (New-York), plus exactement de Gilgo-beach (Suffolk Country).
- Alice O'Sullivan – 35 ans, la fille de Baxter O'Sullivan.

## Thèmes
Tragi-comédie de Mikho Mosoulichvili "Mon Rouge-gorge…" (La comédie plus triste que triste), pièce d'un acte et onze scène est écrite en 2012; dans le cadre du projet de concours-séminaire, déclaré par Théâtre académique dramatique d'État Koté Marjanichvili et la Fondation des Femmes de l'ONU "Contre la violence de Femmes" et était publié en même année dans le recueil des pièces "9 pièces VS de violence", La Maison d'édition "ESPO",  (ISBN 978-9941-0-5074-9).

## Production
- 2013 : Théâtre municipal de Bolnisi (la Géorgie), directeur Zourab Khvedelidze
- 2014 : État de Marjanichvili théâtre de drame scolaire (la Géorgie), directeur Khatouna Milorava
- 2016 : Vaso Godziachvili théâtre municipal de Velistsikhe (la Géorgie), directeur Omar Kakabadze
- 2016 : État de Khulo théâtre de drame (la Géorgie), directeur Gega Kourtsikidze

## Publications
- 2015 : Chemo Mezholia Édition de Glosa, Tbilissi, pages totales: 84,  (ISBN 978-9941-9446-2-8)[4].
- 2016 : Mana Sarkanrīklīte (Skumja, ļoti skumja komēdija), Édition de Vītola, La Lettonie, Traduire de Géorgien en Letton par Nino Iakobidze,  (ISBN 978-9934-554-06-3)[5]
- 2024 : Mon Rouge-gorge: La comédie plus triste que triste[6] (French Edition), Édition de Kindle, Traduire de Géorgien en français par Omar Tourmanaouli, pages totales: 92